# أوك فورست
أوك فورست (إلينوي) (بالإنجليزية: Oak Forest, Illinois) هي مدينة تقع في الولايات المتحدة في إلينوي. يقدر عدد سكانها بـ 27,962 نسمة .